# Louna
Louna est un prénom féminin français d'origine incertaine.
Les premières apparitions du prénom Louna en France datent de 1989.

## Origines possibles
Selon le site signification-prenom.com, il s'agit soit d'une variante du prénom Luna, soit d'un mot hawaïen signifiant "heureuse", "exaltée". Selon d'autres sources, il s'agit d'un prénom d'origine germanique, ou encore d'un prénom arabe dérivé de la plante aromatique benjoin lubnâ.

## Art et culture
- Jamais sans toi, Louna est un téléfilm français diffusé en 2019.